# Dióxido de tetracarbono
El dióxido de tetracarbono es un óxido de carbono, un compuesto químico del carbono y oxígeno, con la fórmula química C4O2 o O=C=C=C=C=O. Puede ser considerado como diona butatrieno, la cetona doble de butatrieno — más precisamente 1,2,3-butatriene-1,4-dione.
La diona butatrieno es el cuarto miembro de la familia de los dióxidos de carbono lineales O(=C)n=O, que incluye el dióxido de carbono CO2 o O=C=O, la etenodiona C2O2 o O=C=C=O, el subóxido de carbono C3O2 o O=C=C=C=O, el dióxido de pentacarbono C5O2 O(=C)5=O, y así sucesivamente.  
El compuesto se obtuvo en 1990 por Maier y otros, por pirólisis de las azacetonas cíclicas en una isolación matriz. También se obtuvo en el mismo año por Sülzle y Schwartz a través del impacto ionización del ((CH3-)2(C4O2)(=O)2=)2 en la fase gaseosa. Aunque en los estudios teóricos indicaron que el número de miembros incluidos de la familia O(=C)n=O debe ser intrínsecamente inestable,  C4O2 es indefinitivamente estable en la matriz, pero se descompone en la luz a monóxido de tricarbono C3O y a monóxido de carbono CO. Tiene un estado fundamental triplete.